# Habitatge al carrer del Forn, 39 (Tremp)
L'Habitatge al carrer del Forn, 39 és un edifici de Tremp (Pallars Jussà) protegit com a Bé Cultural d'Interès Local.

## Descripció
Es tracta d'un edifici situat en la cantonada entre el carrer del Forn i carrer Picamill. L'edifici consta d'una construcció de quatre altures, planta baixa i tres pisos, i culminat amb un terrat. Presenta l'estructura típica dels habitatges plurifamiliars tradicionals, amb una simetria molt marcada per les finestres. Destaquen, però, alguns elements constructius de regust modernista: l'emmarcament esglaonat de les finestres i sobretot el coronament de la façana, amb una mena de pinacles agrupats de dos en dos i esglaonats, recordant a trets del secessionstil.